# Payam International Airport
Payam International Airport (persiska: فرودگاه پیام) är en flygplats i Iran.   Den ligger i provinsen Alborz, i den norra delen av landet, 50 km väster om huvudstaden Teheran. Payam International Airport ligger 1 270 meter över havet.
Terrängen runt Payam International Airport är huvudsakligen platt, men västerut är den kuperad. Payam International Airport ligger uppe på en höjd.Runt Payam International Airport är det tätbefolkat, med 947 invånare per kvadratkilometer. Närmaste större samhälle är Karaj, 16,1 km öster om Payam International Airport. Trakten runt Payam International Airport består i huvudsak av gräsmarker.